# Пространство Фридмана
«Пространство Фридмана» — рассказ современного российского писателя Виктора Пелевина, появился в печати в 2008 году, часть книги «П5: прощальные песни политических пигмеев пиндостана».

## Содержание
Рассказ Пелевина позднего периода сочетает пародийное научно-популярное изложение якобы с переднего края науки с обличением олигархов и ФСБ. Основной темой рассказа, как и ряда других произведений автора, является роль денег в жизни современного общества.
В рассказе поговорка «деньги липнут к деньгам» получает буквальную трактовку. Оказывается, аналогично с космологическими эффектами гравитации, открытыми А. А. Фридманом, Стивеном Хокингом и другими, существуют и эффекты притяжения денег к деньгам. Это, якобы, установлено экспериментально в опасных опытах на людях. Более того, если сумма очень большая, как в опытах ФСБ по данной теме, образуется что-то вроде чёрной дыры, куда «баблонавт» (носитель денег) попадает, опустившись за горизонт Шварцмана, видимо, аналогичный сфере Шварцшильда в космологии.
Единственные визуальные данные из-под горизонта Шварцмана представляют собой изображение ничем не примечательного коридора. У коридора зелёные стены, он поворачивает за угол, где находится что-то очень горячее. Этот коридор, вероятно, вызывает ассоциации с «баксами» или «гринами», а жар в конце — это адское пламя.

## Оценки
По мнению политолога Михаила Комина, в этом рассказе Пелевин в метафорической форме описал то, как современная российская элита относится к своему богатству. Имея состояние больше определённой суммы, человек теряет связь с реальностью и не воспринимает поступающую извне информацию, в частности, недовольство общества. При этом такой «баблонавт» остаётся в полной уверенности, что способен рационально мыслить и рассуждать на широкий спектр тем.
Поэт и литературовед Максим Лаврентьев называет «Пространство Фридмана» псевдоэссе, написанным с использованием характерных приёмов российской жёлтой прессы.
Сергей Полотовский и Роман Козак в книге «Пелевин и поколение пустоты» называют «Пространство Фридмана» самым удачным произведением сборника «П5: прощальные песни политических пигмеев пиндостана». Однако, по их мнению, этот рассказ можно воспринимать лишь как большой анекдот в духе эссе «Имена олигархов на карте Родины».